# Cerastium trichocalyx
Cerastium trichocalyx är en nejlikväxtart som beskrevs av Muschler. Cerastium trichocalyx ingår i släktet arvar, och familjen nejlikväxter. Inga underarter finns listade i Catalogue of Life.